# Castanotherium variegatum
Castanotherium variegatum är en mångfotingart som först beskrevs av Carl Graf Attems 1943.  Castanotherium variegatum ingår i släktet Castanotherium och familjen Zephroniidae. Inga underarter finns listade i Catalogue of Life.